# Касперівська сільська рада
Ка́сперівська сільська́ ра́да — адміністративно-територіальна одиниця та орган місцевого самоврядування в Заліщицькому районі Тернопільської області. Адміністративний центр — село Касперівці.

## Загальні відомості
- Територія ради: 31,26 км²
- Населення ради: 1 813 особи (станом на 2001 рік)
- Територією ради протікають річки Серет, Тупа

## Населені пункти
Сільській раді були підпорядковані населені пункти:
- с. Касперівці
- с. Лисичники

## Географія
Касперівська сільська рада межує з:
- на заході з: Бедриківською;
- на півночі з: Блищанською, Більче-Золотецькою (Борщівський район);
- на північному сході з: Винятинською;
- на сході з: Дунівською;
- на південному сході з: Городоцькою;
- на півдні з: Репужинецькою (Заставнівський район, Чернівецька область);

## Склад ради
Рада складалася з 15 депутатів та голови.
- Голова ради: Галайдіда Володимир Васильович
- Секретар ради: Мартинюк Віра Богданівна

### Керівний склад попередніх скликань
| Прізвище, ім'я, по батькові    | Основні відомості                                                                                    | Дата обрання | Дата звільнення |
| ------------------------------ | --- | ------------ | --------------- |
| Желізняк Михайло Васильович    | Сільський голова, 1970 року народження, освіта середня спеціальна, безпартійний                      | 26.03.2006   | 31.10.2010      |
| Желізняк Михайло Васильович    | Сільський голова, 1970 року народження, освіта середня спеціальна, член Демократичної партії України | 31.10.2010   | 02.06.2013      |
| Галайдіда Володимир Васильович | Сільський голова, 1982 року народження, освіта вища, безпартійний                                    | 02.06.2013   |                 |

Примітка: таблиця складена за даними сайту Верховної Ради України

### Депутати
За результатами місцевих виборів 2010 року депутатами ради стали:

#### За суб'єктами висування
| Суб'єкт висування | Кількість обраних депутатів | %   |
| ----------------- | --------------------------- | --- |
| Самовисування     | 15                          | 100 |

#### За округами
| № округу | Прізвище, ім'я, по батькові   | Дата визнання обраним | Освіта             | Партійна приналежність | Відомості про обраного депутата                                           |
| -------- | ----------------------------- | --------------------- | ------------------ | ---------------------- | ------------------------------------------------------------------------- |
| 1        | Дацький Олег Михайлович       | 02.11.2010            | середня спеціальна | позапартійний          | загальноосвітня школа І-ІІІ ст. с. Касперівці, завгосп                    |
| 2        | Гева Марія Богданівна         | 02.11.2010            | вища               | позапартійна           | Касперівська сільська рада, бухгалтер                                     |
| 3        | Кіндрат Іван Романович        | 02.11.2010            | вища               | позапартійний          | ТзОВ «Росинка», адміністратор                                             |
| 4        | Ілин Іван Васильович          | 02.11.2010            | середня спеціальна | позапартійний          | пенсіонер                                                                 |
| 5        | Тимчук Ольга Іванівна         | 02.11.2010            | вища               | позапартійна           | Касперівська сільська рада, техпрацівник                                  |
| 6        | Коцюба Володимир Михайлович   | 22.12.2013            | вища               | член Партії регіонів   | корпорація «Сварог», ревізор-контролер                                    |
| 7        | Мартинюк Віра Богданівна      | 02.11.2010            | вища               | член Партії регіонів   | приватний підприємець, секретар сільської ради                            |
| 8        | Марчук Галина Іванівна        | 02.11.2010            | вища               | позапартійна           | загальноосвітня школа І-ІІІ ст. с. Касперівці, вчитель                    |
| 9        | Гуменюк Галина Михайлівна     | 02.11.2010            | середня спеціальна | позапартійна           | Касперівська амбулаторія загальної практики — сімейної медицини, фельдшер |
| 10       | Рекуник Галина Іванівна       | 02.11.2010            | вища               | позапартійна           | загальноосвітня школа І-ІІ ст. с. Лисичники, директор                     |
| 11       | Рикуник Олександра Михайлівна | 02.11.2010            | вища               | позапартійна           | загальноосвітня школа І-ІІ ст. с. Лисичники, вчитель                      |
| 12       | Рибенчук Іван Миколайович     | 02.11.2010            | середня спеціальна | позапартійний          | ТзОВ «Заповіт», директор                                                  |
| 13       | Кирилюк Тетяна Павлівна       | 02.11.2010            | середня спеціальна | позапартійна           | Касперівська сільська рада, землевпорядник                                |
| 14       | Мацьків Іван Михайлович       | 02.11.2010            | вища               | позапартійний          | пенсіонер                                                                 |
| 15       | Рухтурак Марія Василівна      | 02.11.2010            | вища               | позапартійна           | Дошкільний навчальний заклад «Барвінок», вихователь                       |